# Llista d'euroregions
Aquesta és una llista d'euroregions. Cal observar que les regions cooperants normalment tenen diferents noms (locals) a cada país participant. També es llisten els països participants i l'any en què va ser fundada l'eurorregió.
| Nom Altres noms locals | Estats participants                                                   | Fundació |
| --- | --------------------------------------------------------------------- | -------- |
| Euroregió adriàtica Euroregione adriatica Jadranska Euro-regija                                                                | Itàlia, Eslovènia, Croàcia, Bòsnia i Hercegovina, Albània, Montenegro | 2006     |
| Euroregió Alps-Mediterrània Eurorégion Alpes-Méditerranée Euroregione Alpi-Mediterraneo                                        | Itàlia, França                                                        | 2007     |
| Comitè de les Illes Arxipèlag Interreg Saaristo Interreg Skärgården                                                            | Finlàndia, Suècia                                                     | 1978     |
| Euroregió ARKO (Arvika/Kongsvinger)                                                                                            | Noruega, Suècia                                                       | 1978     |
| Euroregió bàltica Euroregion Baltija Euroregion Bałtyk                                                                         | Dinamarca, Letònia, Lituània, Polònia, Rússia, Suècia                 | 1998     |
| Barents Consell Euro-Àrtida Barentsrådet                                                                                       | Finlàndia, Noruega, Rússia, Suècia                                    | 1993     |
| Selva Bavaresa - Selva Bohèmia / Šumava euroregion Euroregio Bayerischer Wald-Böhmerwald/Sumava Euroregion Šumava-Bavorský les | Àustria, Txèquia, Alemanya                                            | ?        |
| Euroregió Belasica | Bulgària, Grècia, Macedònia del Nord                                  | 2003     |
| "BENEGO" (Belgisch-Nederlands Grensoverleg = Consolat fronterer Belga-Neerlandès)                                              | Bèlgica, Països Baixos                                                | ?        |
| Euroregió Benelux-Middengebied                                                                                                 | Bèlgica, Països Baixos, Luxemburg                                     | 1948     |
| Euroregió Muntanyes Beskidy Euroregion Beskidy Euroregión Beskidy                                                              | Txèquia, Polònia, Eslovàquia                                          | 2000     |
| Euroregió Bosc Bialowieza Euroregion Puszcza Bialowieska                                                                       | Belarús, Polònia                                                      | 2002     |
| Euroregió Bornholm i Escània Sud-Oest                                                                                          | Dinamarca, Suècia                                                     | 1980     |
| Euroregió BUG | Belarús, Polònia, Ucraïna                                             | 1995     |
| Euroregió Carpats Karpacki Euroregion Karpatský euroregión                                                                     | Hongria, Polònia, Romania, Eslovàquia, Ucraïna                        | 1993     |
| Comitè Centre-Nord Mittnordenkommittén                                                                                         | Finlàndia, Noruega, Suècia                                            | 1977     |
| Euroregió Silèsia Euroregion Tešínské Slezsko Euroregion Śląsk Cieszynski                                                      | Txèquia, Polònia                                                      | 1998     |
| Euroregió del Canal de la Mànega Kent & Nord Pas-de-Calais/Belgium Region Transmanche Cross-English Channel euroregion         | Bèlgica, França, Regne Unit                                           | ?        |
| Euroregió Danubi | Bulgària, Romania                                                     | 1992     |
| Euroregió Danubi-Kris-Mureș-Tisza Dunare - Cris - Mures - Tisa euroregion Euroregion DUNARE-MURES-TISA                         | Hongria, Romania, Sèrbia i Montenegro                                 | 1997     |
| Euroregió Dobrava | Txèquia, Polònia                                                      | 2001     |
| Euroregió East Sussex/Sena-Maritime/Somme euroregion East Sussex/Seine-Maritime/Somme euroregion Rives-Manche Region           | França, Regne Unit                                                    | ?        |
| Euroregión Egrensis EuroRegio Egrensis                                                                                         | Txèquia, Alemanya                                                     | ?        |
| Euroregió Elba/Labe EURORegion Elbe-Labe                                                                                       | Txèquia, Alemanya                                                     | 1992     |
| Euroregió Ems-Dollart Ems-Dollart Region Eems-Dollard Regio                                                                    | Alemanya, Països Baixos                                               | 1977     |
| Euroregió Espai Atlàntic Espace Atlantique euroregion Atlantic Area Espaço Atlantico                                           | Espanya, França, Regne Unit, Irlanda, Portugal                        | 1999?    |
| Euroregió Galícia-Nord Euroregião Galiza-Norte Eurorrexión Galiza-Norte                                                        | Espanya, Portugal                                                     | 2008     |
| "EUREGIO" Euregion Gronau | Alemanya, Països Baixos                                               | 1958     |
| Euroregió Glacensis Euroregion Pomezí Čech, Moravy a Kladska                                                                   | Txèquia, Polònia                                                      | 1996     |
| Hèlsinki-Tallinn euregio | Finlàndia, Estònia                                                    | 1999     |
| Euroregió Inn-Salzach Inn-Salzach EuRegio                                                                                      | Àustria, Alemanya                                                     | ?        |
| Euroregió Inntal | Àustria, Alemanya                                                     | 1998     |
| Euroregió Insubrica Regio Insubrica                                                                                            | Suïssa, Itàlia                                                        | 1995     |
| Conferencia Internacional del Llac de Constança Internationale Bodenseekonferenz                                               | Àustria, Suïssa, Alemanya                                             | 1997     |
| Carèlia euregio | Finlàndia, Rússia                                                     | 2000     |
| Consell de Kvarken Interreg Kvarken-MittSkandia Interreg Kvarken –MidtSkandia Interreg Merenkurkku-MittSkandia                 | Finlàndia, Noruega, Suècia                                            | 1972     |
| Euroregió Mar Negra Euroregiunea Mării Negre Черноморски еврорегион                                                            | Bulgària, Romania                                                     | 2008     |
| Euroregió Pirineus Mediterrània Eurorregión Pirineos Mediterráneo Eurorégion Pyrénées-Méditerranée                             | Espanya, França                                                       | 1998     |
| Euroregió SUDOE | Espanya, França, Portugal                                             | ?        |
| Euroregió Mesta-Nestos | Bulgària, Grècia                                                      | 1997     |
| Euroregió Mosa-Rin Euregio Maas-Rhein Euregio Maas-Rijn Eurégion Meuse-Rhin                                                    | Bèlgica, Alemanya, Països Baixos                                      | 1976     |
| Euroregió Neisse Euroregion Neisse-Nisa-Nysa Nysa, Nisa, Neisse Euroregion                                                     | Txèquia, Alemanya, Polònia                                            | 1991     |
| Euroregió Nieman Niemen (Nieman) Euroregion Euroregion Nemunas                                                                 | Belarús, Lituània, Polònia, Rússia                                    | 1997     |
| Consell de Calotte Nord Nordkalottrådet Pohjoiskalotin neuvosto                                                                | Finlàndia, Noruega, Suècia                                            | 1971     |
| Euroregió Muntanyes Ore Euroregion Krušnohoří Euroregion Erzgebirge                                                            | Txèquia, Alemanya                                                     | 1992     |
| Euroregió Østfold-Bahusia/Dalia Østfold-Bohuslän/Dalsland Border Committee                                                     | Suècia, Noruega                                                       | 1980     |
| Euroregió Pomerània EURegio Pomerania                                                                                          | Alemanya, Dinamarca (proposada), Polònia, Suècia                      | 1995     |
| Euroregió Pomoraví - Záhorie - Weinviertel                                                                                     | Àustria, Txèquia, Eslovàquia                                          | 1999     |
| Euroregió Praded Euroregion Praděd Euroregion Pradziad                                                                         | Txèquia, Polònia                                                      | 1998     |
| Euroregió Pro Europa Viadrina                                                                                                  | Alemanya, Polònia                                                     | 1993     |
| Euroregió Prut Superior i Danubi Inferior                                                                                      | Romania, Ucraïna, Moldàvia                                            | 2009     |
| Euroregió Rètia Nova Nova Raetia                                                                                               | Àustria, Suïssa                                                       | ?        |
| Euroregió Rin-Waal Euregio Rhein-Waal Euregio Rijn-Waal                                                                        | Alemanya, Països Baixos                                               | 1973     |
| Euroregió Rin-Mosa-Norte Euregio Rhein-Maas-Nord Euregio Rijn-Maas-Noord                                                       | Alemanya, Països Baixos                                               | 1978     |
| Euroregió SaarLorLux | Alemanya, França, Luxemburg                                           | 1995     |
| Euroregió Salzburg-Berchtesgadener-Traunstein                                                                                  | Àustria, Alemanya                                                     | 1993     |
| Euroregió Scheldemond Conseil de l'Estuaire de l'Escaut                                                                        | Bèlgica, França, Països Baixos                                        | 1989     |
| Euroregió Silèsia | Txèquia, Polònia                                                      | 1998     |
| Euroregió Silva Nortica Euroregion Silva Nortica / Jihočeská Silva Nortica                                                     | Àustria, Txèquia                                                      | 2002     |
| Euroregió Spree-Neisse-Bober Sprewa-Nysa-Bóbr Euroregion                                                                       | Alemanya, Polònia                                                     | 1992     |
| Euroregió Muntanyes Tatra Euroregion Tatry Euroregión Tatry                                                                    | Polònia, Eslovàquia                                                   | 1994     |
| Consell de la Vall del Riu Tornio The Tornedalen Council Tornedalsrådet Tornionlaakson Neuvosto                                | Finlàndia, Suècia                                                     | 1987     |
| Euroregió TriRhena Regio TriRhena                                                                                              | Suïssa, Alemanya, França                                              | 1995     |
| Euroregió Tirol–Tirol del Sud–Trentí Euroregion Tirol-Südtirol/Alto Adige-Trentino                                             | Àustria, Itàlia                                                       | 1998     |
| Euroregió Via Salina Ausserfern and Kleinwalsertal/Bregenzerwald Euregio                                                       | Àustria, Alemanya                                                     | 1997     |
| Euroregió Oest/ Pannònia Oest                                                                                                  | Àustria, Hongria                                                      | 1998     |
| Euroregió Carpats Blancs Euroregion Bílé Karpaty Euroregión Biele Karpaty                                                      | Txèquia, Eslovàquia                                                   | 2000     |
| Euroregió Zugspitze-Wetterstein-Karwende                                                                                       | Àustria, Alemanya                                                     | 1998     |